# 이상옥 (시인)
이상옥(李相玉, 1957년~ )은 대한민국의 시인이다.

## 생애
경남 고성 출생이며, 철성고등학교 교사 및 창신대학 문예창작과 교수를 거쳐 2013년 전문대학에서 4년제 일반대학으로 승격한 창신대학교에 교양학부 교수로 재직 중이다.  1989년 《시문학》으로 등단하여 시집으로 《유리그릇》(문학수첩, 2003), 《그리운 외뿔》(문학세계사, 2011) 등이 있으며 그 밖에도 많은 시집과 저서가 있다. 제29회 시문학상, 제5회 유심작품상, 제24회 경남문학상을 수상하였다. 2004년에는 한국디지털도서관에 디카시라는 새로운 문학용어로 연재하고서 동년에 최초의 디카시집 《고성 가도固城 街道》를 출간하고《디카詩를 말한다》같은 디카시론집도 출간하는 한편, 2006년 무크지《디카詩 마니아》를 창간하고, 2007년에는 반년간《디카詩》로 전환하여 편집인을 맡고 아울러 디카시문화콘텐츠연구회 회장으로서 디카시 운동을 주재하고 있다.

## 저서

### 시집
- 《하얀 감꽃이 피던 날》(시문학사, 1990)
- 《꿈꾸는 애벌레만 나비의 눈을 달았다》(시문학사, 1994)
- 《유리그릇》(문학수첩, 2003)
- 《환승역에서》(문학의 전당, 2005)
- 《그리운 외뿔》(문학세계사, 2011)

### 디카시집
- 《고성 가도固城 街道》(문학의 전당, 2004)

### 디카시론집
- 《디카詩를 말한다》(시와에세이, 2007)
- 《앙코르 디카詩》(국학자료원, 2010)

### 시해설집
- 《어두운 세상에 내 마음 밝혀주는 것은 오직 그대 음성뿐입니다》(신원문화사, 1999)
- 《시가 있는 아침에》(푸른사상, 2000)
- 《희미한 옛사랑의 추억》(국학자료원, 2002)

### 평론집
- 《변방의 시학》(시문학사, 1994)
- 《역류하는 시학》(보고사, 1996)
- 《아름다운 상처의 시학》(국학자료원, 1999)
- 《현대시와 투명한 언어》(푸른사상, 2001)
- 《불통의 詩를 넘어》(황금알, 2013)

### 이론집
- 《시적 담화체계 연구》(보고사, 1997)
- 《시창작강의》(삼영사, 2006)
- 《시창작입문》(탑북스, 2014)